# Rem Koolhaas
Pour les articles homonymes, voir Koolhaas.
Remment Lucas Koolhaas, dit Rem Koolhaas (prononcé en néerlandais : [rɛm ˈkoːlɦaːs]), né le 17 novembre 1944 à Rotterdam (Pays-Bas), est un architecte, théoricien de l'architecture et urbaniste néerlandais.
Il occupe actuellement le poste de professeur en architecture et design urbain à la Harvard Graduate School of Design, aux États-Unis. Koolhaas a étudié à la Netherlands Film and Television Academy d'Amsterdam, à l'Architectural Association School of Architecture de Londres, ainsi qu'à l'université Cornell d'Ithaca.
Il fonde en 1975 à Londres, l'Office for Metropolitan Architecture (OMA pour « Bureau pour une architecture métropolitaine »), avec Elia et Zoe Zenghelis, et Madelon Vriesendorp. L’objet de ce bureau d’architectes est « de définir de nouveaux types de relations théoriques et pratiques entre l’architecture et la situation culturelle contemporaine ». L’agence gagne en renommée grâce à plusieurs projets architecturaux et concepts urbains : l’extension du Binnenhof, le siège du Parlement néerlandais à La Haye (1978), la prison de Koepel de style panoptique à Arnhem (1980), et deux bibliothèques pour le campus universitaire de Jussieu à Paris (1993). Un deuxième bureau est ouvert en 1978 à Rotterdam.
En 1990, alors que l'OMA travaillait sur le siège social d’Universal, il est confronté pour la première fois au bouleversement des médias et du monde virtuel. Le cabinet se scinde en deux et une partie se tourne vers le design et la recherche, et se baptise AMO. « L'OMA reste voué à la réalisation des bâtiments et des schémas directeurs » et l'« AMO opère dans des zones au-delà des frontières traditionnelles de l'architecture » selon Koolhaas. Il interagit également avec les médias, la politique, la sociologie, les énergies renouvelables, la technologie, la mode, la conservation, l'édition et le graphisme.
En 2000, Rem Koolhaas reçoit le prix Pritzker. Huit ans plus tard, il intègre la liste du magazine Time des 100 personnalités les plus influentes dans le monde. En 2010, il reçoit le lion d'or pour l’ensemble de son œuvre remis par Kazuyo Sejima lors de la 12e exposition internationale d'architecture de Venise.
En 2017, l'OMA compte sept bureaux installés à Londres, Rotterdam, New York, Hong Kong, Pékin, Doha et Dubaï.
Koolhaas est connu de ses pairs pour son ouvrage New-York Delire, un manifeste rétroactif pour Manhattan, 1978 et pour S,M,L,XL, écrit avec le graphiste Bruce Mau et qui établit plusieurs normes de l'architecture contemporaine.

## Biographie
Son grand-père maternel, Dirk Roosenburg, était architecte, proche de Jacobus Johannes Pieter Oud et de Gerrit Rietveld. Son cousin Teun Koolhaas était aussi architecte. Ils participèrent ensemble au projet de Jo Coenen pour l'étude de destination du Groene Hart.
Avant de construire, Rem Koolhaas s'est distingué par une œuvre théorique originale, devenue culte depuis : New York Délire (Delirious New York), publié en 1978 reconstitue la construction de Manhattan comme une opération cohérente dont il fixe a posteriori le programme. « Journaliste mais aussi scénariste pour le cinéma avant d'être architecte et théoricien de l'architecture », Koolhaas a donné très tôt les preuves de ses dispositions particulières pour l'écriture". À propos de cet ouvrage, il déclare « J'entendais construire en tant qu'écrivain un territoire où je puisse finalement travailler comme architecte. »
Au début des années 1980, les propositions architecturales de OMA sont remarquées à l'occasion de nombreux concours. En parallèle, l'agence réalise plusieurs projets atypiques et ambitieux, répondant notamment aux commandes privées : Villa dall'Ava à Saint-Cloud (1991), la maison à Bordeaux (1998, équerre d'argent), ou à plus large échelle, avec les deux îlots d'habitation à Fukuoka au Japon appelés Nexus Housing (1991), ainsi que le Kunsthal de Rotterdam (1992)
En 1994, OMA contribue au projet d'urbanisme Euralille (70 ha) rassemblant, autour de la gare de Lille-Europe (construite par Jean-Marie Duthilleul), un ensemble de bureaux et de centres sociaux, auquel Jean Nouvel, Christian de Portzamparc ou Shinohara participent à travers la réalisation de bâtiments individuels.

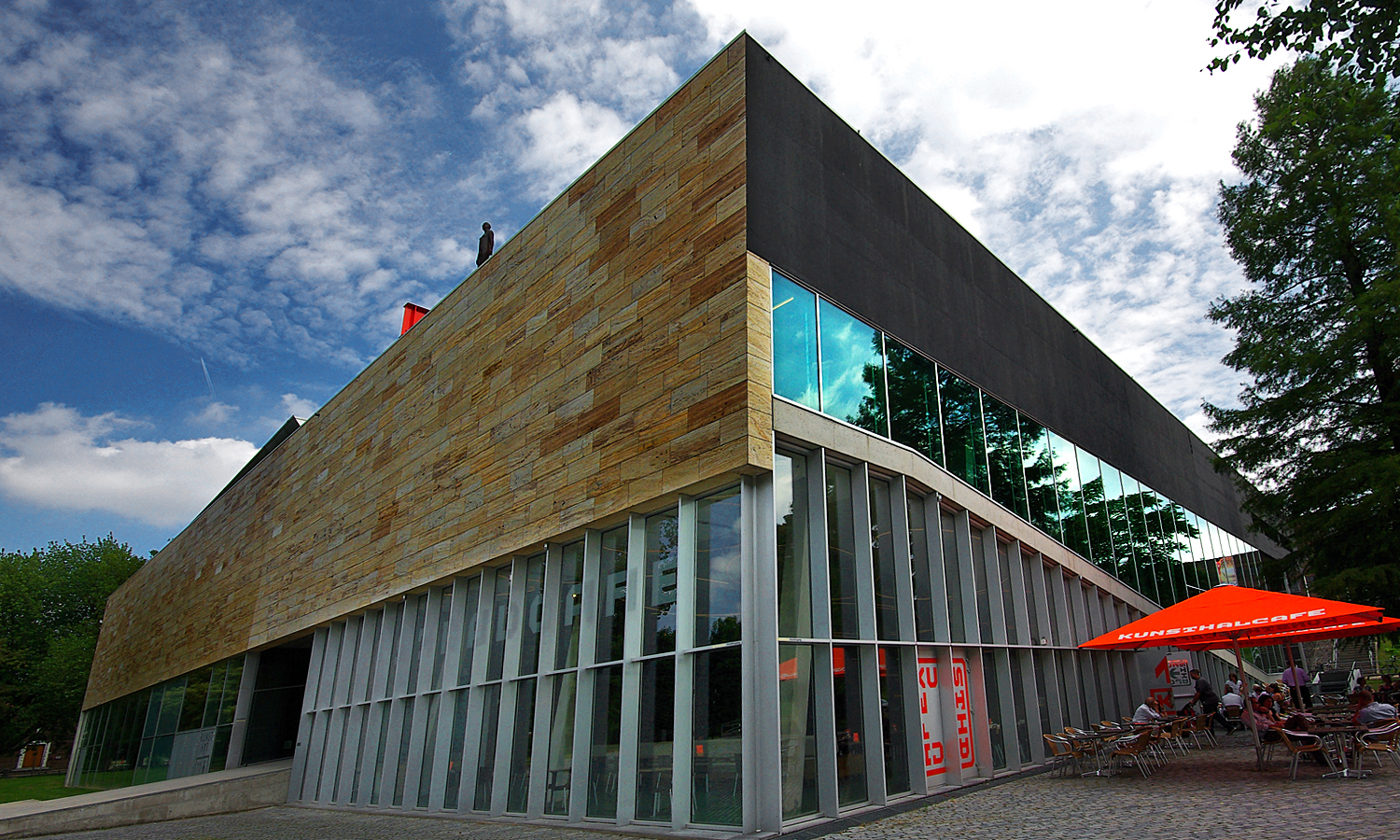
Le Kunsthal (Rotterdam, Pays-Bas), inauguré en 1992.

À la suite de la réalisation de nombreux projets en France et aux Pays-Bas durant les années 1990, OMA s'investit dans les problématiques propres à l'urbanisme et aux infrastructures caractéristiques de l'Asie, procédant notamment à d'importantes études urbaines étalées sur une période de dix ans - Hyperbuilding in Bangkok Thailand, Hanoi New Town, Vietnam and Song Do New Town et New Seoul International City en Corée.
L'activité de l'OMA s'est distinguée par la construction du New City Center à Almere (Pays-Bas), le Concert Hall de 1850 places à Porto (Portugal, concours de 2004), le Cordoba Convention Center (Espagne), ou encore le Centre pour le Zeche Zollverein à Essen (Allemagne).

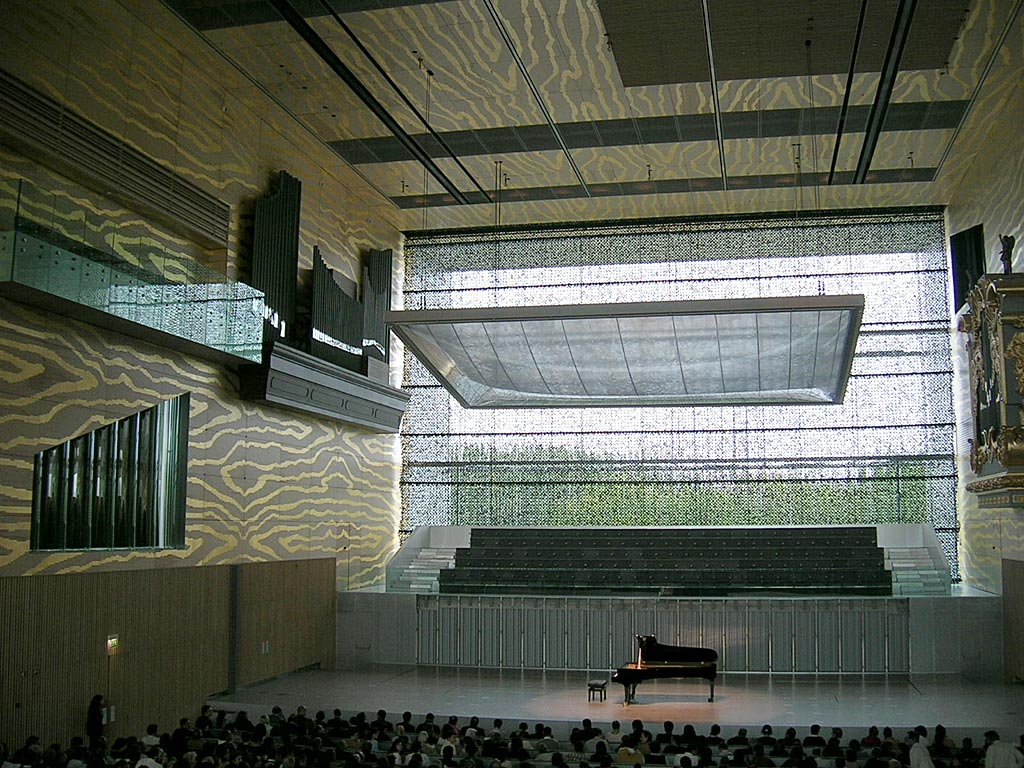
La Casa da Música, vue intérieure de la salle de concert.

Aux États-Unis, l'Office s'inscrit dans le paysage urbain avec notamment la réalisation de la bibliothèque centrale de Seattle ; le Prada Epicenter Store de Los Angeles, et récemment, celui de New York (2001) ; mais aussi, le IIT Campus Center (2003) à Chicago.
OMA s'investit également dans de nombreuses réalisations muséales : The Whitney Museum de New York, The Los Angeles County Museum of Art, ou encore deux Guggenheim Museum à Las Vegas (2001).
En Asie, l'immeuble le SNU (Seoul Nation University museum of art), le musée de l'université nationale de Séoul, est achevé en 2005. La forme du bâtiment est conçue comme une boîte de base rectangulaire, tranchée en diagonale par la pente de la colline. Ce rectangle tient sur un noyau central - le seul point de contact avec le sol - de sorte que le bâtiment suit la topographie de celui-ci et paraît planer au-dessus. En France en 2004, Rem Koolhaas participe sans le remporter à un grand concours d'urbanisme : le réaménagement des Halles de Paris.
Au début du XXIe siècle, l'Office for Metropolitan Architecture s'est investi dans l'un de ses projets les plus notoires : la réalisation du siège de la Télévision centrale de Chine, la centrale de télévision de Pékin, répartie sur une superficie de 575 000 m2, achevée en 2009 pour la célébration des Jeux olympiques. Un incendie a atteint la tour annexe faisant partie du complexe et a ralenti les travaux. Le bâtiment principal a une forme de spirale formée par des sections horizontales.
OMA a été choisi par la communauté urbaine de Bordeaux pour la création de 50 000 nouveaux logements dans 27 communes. La stratégie cherche des moyens pour atteindre la densité, la mixité et l'accessibilité des nouveaux logements sur un territoire de 550 km2, afin de permettre à la ville de Bordeaux d'anticiper une croissance de population de manière durable.
En 2012, il présente son projet pour la nouvelle École centrale Paris, qui s'installe à Gif-sur-Yvette dans le cadre de l'aménagement du pôle scientifique et technologique Paris-Saclay. L'achèvement des travaux est prévu pour 2016.
En 2014, il est commissaire de la Biennale d’architecture de Venise, une manifestation qu’il a dédiée « non pas à l'architecte mais à l'architecture ». À cette occasion, il a invité les pavillons nationaux à interroger leur relation à la modernité dans une proposition intitulée Fundamentals.
En mars 2018, Rem Koolhaas ouvre son premier bâtiment à Paris situé au 9 rue du Plâtre, dans le Marais. Cet espace est réservé aux activités de Lafayette Anticipations - Fondation d'entreprise Galeries Lafayette, une fondation d'intérêt général qui apporte son soutien à la production d'œuvres nouvelles d'artistes contemporains et internationaux. Dans ce bâtiment industriel du XIXe siècle, l'architecte insère une « tour d'exposition » dotée de quatre planchers mobiles capables de réaliser quarante-neuf configurations possibles. Ainsi, avec le projet de la Fondation, Rem Koolhaas concrétise à une échelle publique un travail initial proposé à la maison Lemoine à Bordeaux.
Le 1er avril 2019 a été inaugurée au musée national du Qatar  l'exposition temporaire « Making Doha 1950-2030 », organisée par Rem Koolhaas et Samir Bantal d’OMA/AMO, en collaboration avec Fatma Al Sehlawi et l’équipe de recherche basée au Qatar d’Atlas Bookstore. Cette exposition rassemble soixante-dix ans de photographies, de modèles, de plans, de textes, de films, d'histoires orales et de documents d’archives qui retracent « la transition de Doha de la croissance organique à des pratiques de planification plus modernes et délibérées ».

## Liste des principaux projets

### OMA
- Euralille, Lille, 1988-1995.

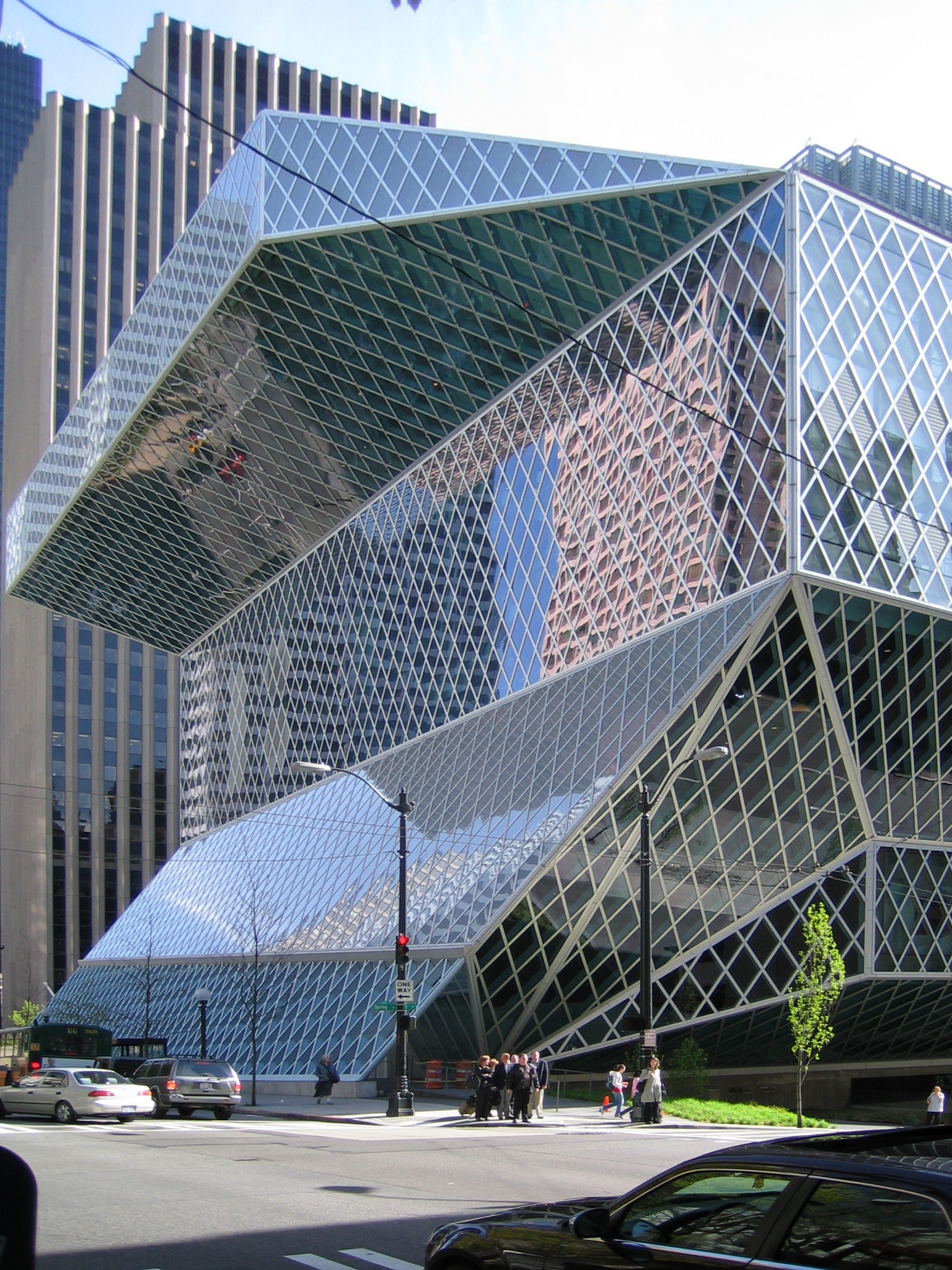
La bibliothèque centrale de Seattle, États-Unis.

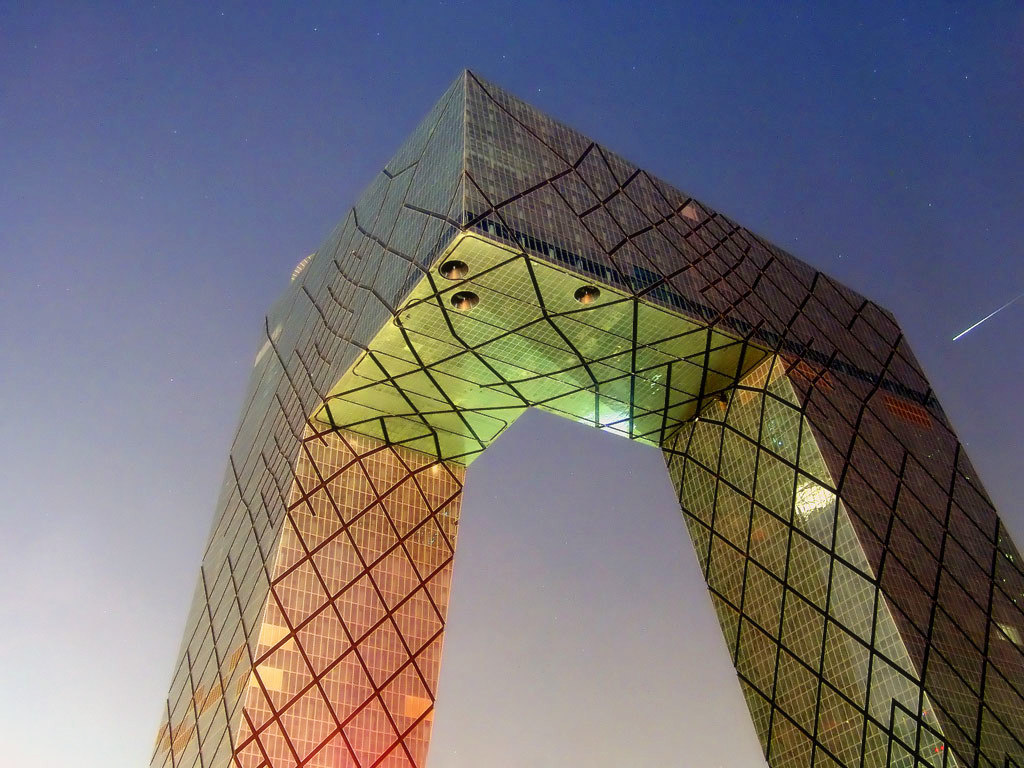
Siège de CCTV, Pékin.

- Netherlands Dance Theater, La Haye, 1988.
- Checkpoint Charlie, Berlin, 1990[15].
- Villa dall'Ava, Saint-Cloud, France, 1991.
- Kunsthal de Rotterdam, 1992.
- Parc des musées (Rotterdam), Rotterdam, 1994.
- Educatorium, Utrecht, 1993-1997[16].
- Dutch House, Pays-Bas, 1995.
- Byzantium, Pays-Bas, Amsterdam, 1995.
- Alliance française, Rotterdam, 1996.
- Nexus Housing, Fukuoka, Japon.
- Airport 2000 Suisses, Zurich, 1995.
- Maison Lemoine, Bordeaux, 1998.
- Guggenheim Museum, Las Vegas, 2002.
- McCormick Tribune Campus Center, IIT Chicago, 1997-2003.
- Ambassade des Pays-Bas, Berlin, 2003.
- Boutiques Prada, New York, 2003, et Los Angeles, 2004[17].
- Bibliothèque centrale de Seattle, 2004.
- Casa da Música, Porto, 2005.
- Palais du Sud : centre international de conférences de Cordoue, Espagne[Quand ?].
- Brooklyn Academy of Music, New York, 2002.
- CCTV Headquarters, Pékin, 2004-2009.
- Poignée Open pour Olivari, 2015.
- Bibliothèque Alexis de Tocqueville, à Caen, 2017.
- Site de CentraleSupélec à Gif-sur-Yvette (Paris-Saclay), 2017.
- Lafayette Anticipations - Fondation d'entreprise Galeries Lafayette, au 9 rue du Plâtre dans le Marais à Paris, 2018.
- Centre danois d'Architecture, Copenhague, 2018.
- Bibliothèque nationale du Qatar, 2018[18].
- Poignée ABC pour Olivari, 2019.
- Taipei Performing Arts Center, Taipei, 2022.

### AMO
- Exposition au Palais d'Iéna, Auguste Perret, Huit chefs-d'œuvre !/? Architecture du béton armé, Paris, 27 novembre 2013-19 février 2014.
- Prada Lookbook automne/hiver 2010, Worldwilde[19].
- Biennale de Venise 2010, exposition Cronocaos[20], Italie, Venise 2010.
- Institut Srelka, Moscou, 2010, projet de recherche et d'échange sur les questions de l'architecture[21].
- Feuille de route 2050, Europe, 2010 : l'AMO a élaboré une vision pour un réseau électrique sans carbone à l'échelle continentale[22].
- Miu Miu, Podium défilé Femme, automne/hiver 2010, Paris, 2010[23].
- Prada, Podium défilé Femme automne/hiver 2010, Milan, 2010.
- Prada, Transformer South Korea, Séoul, 2008.
- Prada, Podium défilé Homme et Femme, printemps/été 2009, Milan 2009. 2007, 2008.
- Fondation Prada, Milan, 2008.

## Projets en cours
- Musée national des beaux-arts du Québec.
- Pont Simone-Veil de Bordeaux Métropole[24].
- nouveau Parc des expositions de Toulouse, qui devrait être livré à l'automne 2020[25].
- Hermitage, à Saint-Pétersbourg, pour le 250e anniversaire du Musée de l'Ermitage.
- The Factory, Manchester[26].
- Nouveau Palais de justice de Lille prévu pour 2021[27]

## Liste des principaux collaborateurs

### Collaborateurs actuels
- Victor van der Chijs
- Reinier de Graaf
- Ellen van Loon
- Shohei Shigematsu
- David Gianotten
- Iyad Alsaka

### Anciens collaborateurs
- Floris Alkemade
- Cecil Balmond
- Winy Maas
- Jacob van Rijs
- Thibaut Barrault
- Brandon Cook
- Julien De Smedt
- Udo Garritzman
- Georges Heintz
- Bjarke Ingels
- Julien Monfort
- Thomas Toper
- Clément Blanchet
- Milena Wysoczynska

## Publications

### De Rem Koolhaas et de l'OMA
- Études sur (ce qui s'appelait autrefois) la ville,  (ISBN 978-2-228-91377-5), (SUDOC https://www.sudoc.fr/220596948), Paris, Payot, novembre 2017
- Vers une architecture extrême : entretiens,  (ISBN 978-2-86364-640-3), (SUDOC https://www.sudoc.fr/195610164), Marseille, Parenthèses, 2016
- Koolhaas (R.), Junkspace : Repenser radicalement l'espace urbain,  (ISBN 978-2-228-90620-3), (SUDOC https://www.sudoc.fr/15001922X), Paris, Payot, 2011..
- Serpentine Gallery 24-hour Interview Marathon: London,  (ISBN 1-904563-69-4), (SUDOC https://www.sudoc.fr/154833754), Trolley, 2007.
- Serpentine Gallery Pavilion 2006,  (ISBN 978-3-86560-393-7), (SUDOC https://www.sudoc.fr/13964878X), Cologne, Allemagne : W. König, 2008.
- The Dutch Embassy in Berlin by OMA/Rem Koolhaas,  (ISBN 90-5662-356-7), (SUDOC https://www.sudoc.fr/087097591), Rotterdam : Nai Publishers, c2004.
- Content,  (ISBN 3-8228-3070-4), (SUDOC https://www.sudoc.fr/078659892), Cologne, Londres, Paris, Taschen, janvier 2004.
- New York Délire, un manifeste rétroactif pour Manhattan,  (ISBN 2-86364-087-9), (SUDOC https://www.sudoc.fr/069280797), Marseille, Editions Parenthèses, 2002
- Mutations, 720 p.  (ISBN 84-95273-51-9),  (ISBN 978-84-95273-51-2), (SUDOC https://www.sudoc.fr/138894957) Bordeaux : Arc en rêve centre d'architecture ; Barcelona : ACTAR, 2000
- OMA Rem Koolhaas living, vivre, Leben,  (ISBN 0-8176-5638-3) Boston,  (ISBN 3-7643-5638-3) Basel. (SUDOC https://www.sudoc.fr/051899191). Bordeaux, France Basel Boston : Arc en rêve Centre d'architecture : Birkhäuser Verlag, c1998.
- Small, medium, large, extra-large, Office for Metropolitan Architecture, Rem Koolhaas and Bruce Mau,  (ISBN 3-8228-7743-3), (SUDOC https://www.sudoc.fr/045653887), Cologne, Allemagne : Benedikt Taschen Verlag, 1997[28].
- Rem Koolhaas, Conversations with students,  (ISBN 1-885232-02-0), (SUDOC https://www.sudoc.fr/13939169X), New York : Princeton Architectural Press, 1996.
- Delirious New-York : a retroactiv manifesto for Manhattan,  (ISBN 0-500-34078-1) 1978, (SUDOC https://www.sudoc.fr/083592466) 1978 et Reprint édition 1997,  (ISBN 978-1-885254-00-9), (SUDOC https://www.sudoc.fr/094509751), New York : The Monacelli Press, 1994

### Sur Rem Koolhaas
- Violeau (J-L.) REM, le Bon, la Brute… Portrait sociologique de Rem Koolhaas, B2, 2014
- Obrist (H-U.), Rem Koolhaas, Köln: Walter König, 2006.
- Patteeuw (V.), Qu'est-ce que l'OMA à propos de Rem Koolhaas et de l'Office for Metropolitan Architecture [Exposition "Content", Berlin, National Galerie, 15 novembre 2003-18 janvier 2004], Paris : Moniteur, 2004.
- Koolhaas (R.), Foster (N.), Mendini (A.), Mack (G.), Colours, Office for metropolitan architecture, Koolhaas (R.), OMA, Bâle, Birkhäuser, 2001.
- Sinning (H.), More is more Theorie und Architektur OMA/Rem Koolhaas, Tübingen : Wasmuth, 2000.
- Lootsma (B.), 1957, SuperDutch, new architecture in the Netherlands, Londres : Thames & Hudson, 2000.
- Provoost (M.), Dutchtown : a city centre design by OMA/Rem Koolhaas, Rotterdam : Nai Publishers, 1999.
- Lucan (J.), OMA - Rem Koolhaas pour une culture de la congestion, Paris Milan : Électa Moniteur, 1990.

## Récompenses
- Prix Antoni Gaudí pour le projet Eurallile en 1992.
- Prix de l'Équerre d'argent en 1998, pour la maison Lemoine à Floirac.
- Prix Pritzker en 2000.
- Chevalier de la Légion d'honneur en 2001.
- Praemium Imperiale en 2003.
- Prix du Royal Institute of British Architects, RIBA, en 2004.
- Prix de l'Union européenne pour l'architecture contemporaine Mies van der Rohe en 2005.
- Docteur honoris causa de la Katholieke Universiteit te Leuven en 2007.
- Lion d'or à la 12e exposition internationale d'architecture de Venise pour l'ensemble de son œuvre en 2010.
- La Vrije Universiteit d’Amsterdam a décerné 19 octobre 2012 à Rem Koolhaas un doctorat honorifique pour ses « services exceptionnels à l'architecture »[29].